# Liga das Nações de Voleibol Feminino de 2024
A Liga das Nações de Voleibol Feminino de 2024 foi a sexta edição deste torneio anual organizado pela Federação Internacional de Voleibol (FIVB). O torneio ocorreu de 14 de maio a 23 de junho, com as finais sendo realizadas em Bancoque, na Tailândia.
Atual campeã, a seleção da Turquia não conseguiu defender o título após ter sido eliminada pela Polônia no tie-break pelas quartas de final. É também a primeira vez que a equipe turca não participa das semifinais. As polonesas alcançaram o terceiro lugar pela segunda edição consecutiva ao vencer o Brasil na disputa.  Até as quartas de final, as brasileiras não haviam perdido nenhum jogo do torneio, algo inédito na história da competição.
Protagonizando uma final inédita, a Itália conquistou seu segundo título ao derrotar o Japão na por 3–1.

## Participantes
Segue-se o quadro com as dezesseis seleções qualificadas para a Liga das Nações de 2024.
Devido a ampliação do torneio, anunciada em 13 de fevereiro de 2024, não houve rebaixamento para a Challenger Cup, competição que deixará de ser realizada.
| Qualificação         | Qualificados         |
| -------------------- | -------------------- |
| Equipes obrigatórias | Alemanha             |
| Equipes obrigatórias | Brasil               |
| Equipes obrigatórias | China                |
| Equipes obrigatórias | Coreia do Sul        |
| Equipes obrigatórias | Estados Unidos       |
| Equipes obrigatórias | Itália               |
| Equipes obrigatórias | Japão                |
| Equipes obrigatórias | Países Baixos        |
| Equipes obrigatórias | Sérvia               |
| Equipes obrigatórias | Tailândia            |
| Equipes obrigatórias | Turquia              |
| Equipes desafiantes  | Bulgária             |
| Equipes desafiantes  | Canadá               |
| Equipes desafiantes  | França               |
| Equipes desafiantes  | Polônia              |
| Equipes desafiantes  | República Dominicana |

## Fórmula de disputa
Fase preliminar
A Liga das Nações de 2024 é disputada com base na mesma fórmula de competição da edição de 2023. As 16 equipes participantes foram classificadas do 1º ao 16º lugar no ranking mundial da FIVB após o término da última edição, e cada equipe jogará um total de 12 partidas durante a fase preliminar ao longo de 3 semanas, contra adversários igualmente fortes – 3 partidas contra equipes classificadas do 1º ao 4º, 3 partidas contra equipes classificadas do 5º ao 8º, 3 partidas contra equipes classificadas do 9º ao 12º e 3 partidas contra equipes classificadas do 13º ao 16º.
Fase final
A fase final é disputada em sistema eliminatório, composta pelas sete melhores equipes da fase classificatória além da equipe do país anfitrião.

## Calendário
A tabela dos grupos foi anunciada em 8 de dezembro de 2023.
| Turquia · Itália · Polônia · Japão | Alemanha · Países Baixos · Bulgária · França |

| Brasil · Estados Unidos · Sérvia · China | Canadá · República Dominicana · Tailândia · Coreia do Sul |

| China · Itália · Brasil · Japão | República Dominicana · Países Baixos · Tailândia · França |

| Estados Unidos · Turquia · Polônia · Sérvia | Alemanha · Canadá · Bulgária · Coreia do Sul |

| China · Turquia · Brasil · Polônia | República Dominicana · Alemanha · Tailândia · Bulgária |

| Japão · Estados Unidos · Itália · Sérvia | Países Baixos · Canadá · França · Coreia do Sul |

## Locais

### Fase preliminar
| Primeira semana | Primeira semana                                       |
| Grupo 1 | Grupo 2                                               |
| Pavilhão Desportivo de Antália · Antália, Turquia | Maracanãzinho · Rio de Janeiro, Brasil                |
| --- | ----------------------------------------------------- |
| Capacidade: 10 000 | Capacidade: 11 800                                    |
| |                                                       |
| Segunda semana |                                                       |
| Grupo 3 | Grupo 4                                               |
| Galaxy Arena · Macau, China | College Park Center · Arlington, Estados Unidos       |
| Capacidade: 16 000 | Capacidade: 7 000                                     |
| MC_澳門_Macau_路氹_Cotai_shuttle_bus_view_銀河綜藝館_Galaxy_Arena_n_澳門安達仕酒店.Galaxy_Andaz_澳門蓮花路_Estrada_Flor_de_Lótus_November_2023_R12S_07 |                                                       |
| Terceira semana |                                                       |
| Grupo 5 | Grupo 6                                               |
| Hong Kong Coliseum · Hong Kong, China | West Japan General Exhibition Center · Fukuoka, Japão |
| Capacidade: 12 500 | Capacidade:                                           |
| |                                                       |

### Fase final
| Fase final                                 | Fase final |
| ------------------------------------------ | ---------- |
| Estádio Indoor Huamark Bancoque, Tailândia | Bancoque   |
| Capacidade: 8 000                          | Bancoque   |
|                                            | Bancoque   |

## Critérios de classificação no grupo
1. Número de vitórias;
2. Pontos;
3. Razão de sets;
4. Razão de pontos;
5. Resultado da última partida entre os times empatados.

- Placar de 3–0 ou 3–1: 3 pontos para o vencedor, nenhum para o perdedor;
- Placar de 3–2: 2 pontos para o vencedor, 1 para o perdedor.

## Fase preliminar

### Tabela
|  | Equipes classificadas para a fase final           |
|  | Equipe classificada para a fase final (país-sede) |

|     |                      |     | Jogos | Jogos | Jogos | Resultados | Resultados | Resultados | Resultados | Resultados | Resultados | Sets | Sets | Sets  | Pontos | Pontos | Pontos |
| Pos | Equipe               | Pts | T     | V     | D     | 3–0        | 3–1        | 3–2        | 2–3        | 1–3        | 0–3        | V    | P    | R     | V      | P      | R      |
| --- | -------------------- | --- | ----- | ----- | ----- | ---------- | ---------- | ---------- | ---------- | ---------- | ---------- | ---- | ---- | ----- | ------ | ------ | ------ |
| 1   | Brasil               | 34  | 12    | 12    | 0     | 5          | 5          | 2          | 0          | 0          | 0          | 36   | 9    | 4,000 | 1075   | 873    | 1.231  |
| 2   | Itália               | 31  | 12    | 10    | 2     | 6          | 4          | 0          | 1          | 0          | 1          | 32   | 10   | 3.200 | 1010   | 812    | 1.244  |
| 3   | Polônia              | 30  | 12    | 10    | 2     | 8          | 2          | 0          | 0          | 1          | 1          | 31   | 8    | 3.875 | 942    | 838    | 1.124  |
| 4   | China                | 26  | 12    | 9     | 3     | 5          | 3          | 1          | 0          | 2          | 1          | 29   | 14   | 2.071 | 1000   | 886    | 1.129  |
| 5   | Japão                | 25  | 12    | 8     | 4     | 5          | 2          | 1          | 2          | 0          | 2          | 28   | 16   | 1.750 | 1011   | 909    | 1.112  |
| 6   | Turquia              | 25  | 12    | 8     | 4     | 3          | 4          | 1          | 2          | 1          | 1          | 29   | 18   | 1.611 | 1060   | 977    | 1.085  |
| 7   | Estados Unidos       | 22  | 12    | 7     | 5     | 5          | 2          | 0          | 1          | 4          | 0          | 27   | 17   | 1.588 | 1018   | 944    | 1.078  |
| 8   | Países Baixos        | 21  | 12    | 7     | 5     | 4          | 3          | 0          | 0          | 3          | 2          | 24   | 18   | 1.333 | 965    | 903    | 1.069  |
| 9   | Canadá               | 20  | 12    | 7     | 5     | 4          | 2          | 1          | 0          | 3          | 2          | 24   | 19   | 1.263 | 975    | 945    | 1.032  |
| 10  | República Dominicana | 10  | 12    | 3     | 9     | 1          | 2          | 0          | 1          | 4          | 4          | 15   | 29   | 0.517 | 956    | 1029   | 0.929  |
| 11  | Sérvia               | 9   | 12    | 3     | 9     | 1          | 2          | 0          | 0          | 7          | 2          | 16   | 29   | 0.552 | 968    | 1058   | 0.915  |
| 12  | Alemanha             | 9   | 12    | 3     | 9     | 2          | 1          | 0          | 0          | 5          | 4          | 14   | 28   | 0.500 | 907    | 974    | 0.931  |
| 13  | Tailândia            | 7   | 12    | 3     | 9     | 0          | 1          | 2          | 0          | 3          | 6          | 12   | 32   | 0.375 | 878    | 1031   | 0.852  |
| 14  | França               | 8   | 12    | 2     | 10    | 0          | 2          | 0          | 2          | 0          | 8          | 10   | 32   | 0.313 | 827    | 993    | 0.833  |
| 15  | Coreia do Sul        | 6   | 12    | 2     | 10    | 0          | 1          | 1          | 1          | 0          | 9          | 8    | 33   | 0.242 | 751    | 970    | 0.774  |
| 16  | Bulgária             | 5   | 12    | 2     | 10    | 0          | 0          | 2          | 1          | 3          | 6          | 11   | 34   | 0.324 | 863    | 1064   | 0.811  |

Nota: Tailândia ficou na frente da França pelo número de vitórias (THA 3, FRA 2).

### Primeira semana

#### Grupo 1
- Local:  Antália, Turquia
- As partidas seguem o horário local (UTC+03:00).

| Data   | Hora  |               | Placar |               | Set 1 | Set 2 | Set 3 | Set 4 | Set 5 | Total   | Relatório |
| ------ | ----- | ------------- | ------ | ------------- | ----- | ----- | ----- | ----- | ----- | ------- | --------- |
| 14 mai | 17:00 | Bulgária      | 0–3    | Países Baixos | 14–25 | 20–25 | 22–25 |       |       | 56–75   | Relatório |
| 14 mai | 20:00 | Itália        | 0–3    | Polônia       | 26–28 | 23–25 | 21–25 |       |       | 70–78   | Relatório |
| 15 mai | 17:00 | França        | 0–3    | Alemanha      | 22–25 | 14–25 | 22–25 |       |       | 58–75   | Relatório |
| 15 mai | 20:00 | Japão         | 3–2    | Turquia       | 25–23 | 25–21 | 23–25 | 20–25 | 15–11 | 108–105 | Relatório |
| 16 mai | 14:00 | Alemanha      | 1–3    | Itália        | 16–25 | 16–25 | 25–21 | 22–25 |       | 79–96   | Relatório |
| 16 mai | 17:00 | Bulgária      | 0–3    | Japão         | 13–25 | 15–25 | 15–25 |       |       | 43–75   | Relatório |
| 16 mai | 20:00 | Países Baixos | 1–3    | Turquia       | 14–25 | 25–23 | 23–25 | 18–25 |       | 80–98   | Relatório |
| 17 mai | 14:00 | Japão         | 3–0    | Alemanha      | 25–21 | 25–15 | 25–22 |       |       | 75–58   | Relatório |
| 17 mai | 17:00 | França        | 0–3    | Polônia       | 20–25 | 16–25 | 17–25 |       |       | 53–75   | Relatório |
| 17 mai | 20:00 | Itália        | 3–0    | Bulgária      | 25–11 | 25–22 | 25–19 |       |       | 75–52   | Relatório |
| 18 mai | 14:00 | Polônia       | 3–0    | Países Baixos | 25–20 | 26–24 | 25–18 |       |       | 76–62   | Relatório |
| 18 mai | 17:00 | França        | 3–1    | Bulgária      | 19–25 | 25–21 | 25–11 | 29–27 |       | 98–84   | Relatório |
| 18 mai | 20:00 | Itália        | 3–1    | Turquia       | 25–27 | 25–21 | 25–21 | 25–19 |       | 100–88  | Relatório |
| 19 mai | 14:00 | Alemanha      | 1–3    | Países Baixos | 21–25 | 25–21 | 23–25 | 20–25 |       | 89–96   | Relatório |
| 19 mai | 17:00 | Polônia       | 3–0    | Japão         | 26–24 | 25–20 | 25–23 |       |       | 76–67   | Relatório |
| 19 mai | 20:00 | França        | 0–3    | Turquia       | 19–25 | 16–25 | 19–25 |       |       | 54–75   | Relatório |

#### Grupo 2
- Local:  Rio de Janeiro, Brasil
- As partidas seguem o horário local (UTC−03:00).

| Data   | Hora  |                      | Placar |                      | Set 1 | Set 2 | Set 3 | Set 4 | Set 5 | Total  | Relatório |
| ------ | ----- | -------------------- | ------ | -------------------- | ----- | ----- | ----- | ----- | ----- | ------ | --------- |
| 14 mai | 17:30 | China                | 3–0    | Coreia do Sul        | 25–15 | 25–16 | 25–14 |       |       | 75–45  | Relatório |
| 14 mai | 21:00 | Brasil               | 3–1    | Canadá               | 26–24 | 23–25 | 26–24 | 25–12 |       | 100–85 | Relatório |
| 15 mai | 17:30 | Estados Unidos       | 3–1    | Tailândia            | 25–22 | 19–25 | 25–12 | 25–18 |       | 94–77  | Relatório |
| 15 mai | 21:00 | Sérvia               | 1–3    | República Dominicana | 18–25 | 17–25 | 25–21 | 20–25 |       | 80–96  | Relatório |
| 16 mai | 14:00 | Brasil               | 3–0    | Coreia do Sul        | 25–15 | 25–19 | 25–17 |       |       | 75–51  | Relatório |
| 16 mai | 17:30 | China                | 3–1    | Estados Unidos       | 23–25 | 25–23 | 25–22 | 25–19 |       | 98–89  | Relatório |
| 16 mai | 21:00 | República Dominicana | 0–3    | Canadá               | 20–25 | 21–25 | 22–25 |       |       | 63–75  | Relatório |
| 17 mai | 14:00 | Sérvia               | 3–0    | Tailândia            | 25–13 | 29–27 | 25–19 |       |       | 79–59  | Relatório |
| 17 mai | 17:30 | China                | 1–3    | Canadá               | 22–25 | 25–20 | 23–25 | 22–25 |       | 92–95  | Relatório |
| 17 mai | 21:00 | Brasil               | 3–1    | Estados Unidos       | 25–22 | 25–16 | 18–25 | 25–19 |       | 93–82  | Relatório |
| 18 mai | 14:00 | Sérvia               | 1–3    | China                | 25–21 | 15–25 | 18–25 | 18–25 |       | 76–96  | Relatório |
| 18 mai | 17:30 | Coreia do Sul        | 0–3    | República Dominicana | 13–25 | 19–25 | 20–25 |       |       | 52–75  | Relatório |
| 18 mai | 21:00 | Tailândia            | 1–3    | Canadá               | 21–25 | 13–25 | 25–20 | 17–25 |       | 76–95  | Relatório |
| 19 mai | 10:00 | Brasil               | 3–0    | Sérvia               | 25–15 | 25–19 | 25–19 |       |       | 75–53  | Relatório |
| 19 mai | 14:00 | Estados Unidos       | 3–0    | República Dominicana | 25–23 | 25–20 | 25–18 |       |       | 75–61  | Relatório |
| 19 mai | 17:30 | Tailândia            | 1–3    | Coreia do Sul        | 19–25 | 25–23 | 16–25 | 18–25 |       | 78–98  | Relatório |

### Segunda semana

#### Grupo 3
- Local:  Macau, China
- As partidas seguem o horário local (UTC+08:00).

| Data   | Hora  |                      | Placar |                      | Set 1 | Set 2 | Set 3 | Set 4 | Set 5 | Total   | Relatório |
| ------ | ----- | -------------------- | ------ | -------------------- | ----- | ----- | ----- | ----- | ----- | ------- | --------- |
| 28 mai | 16:00 | Tailândia            | 3–1    | República Dominicana | 25–22 | 20–25 | 25–17 | 26–24 |       | 96–88   | Relatório |
| 28 mai | 19:30 | Brasil               | 3–2    | Japão                | 24–26 | 26–24 | 19–25 | 25–20 | 15–11 | 109–106 | Relatório |
| 29 mai | 16:00 | Itália               | 3–0    | França               | 25–15 | 25–14 | 25–14 |       |       | 75–43   | Relatório |
| 29 mai | 19:30 | Países Baixos        | 1–3    | China                | 25–21 | 23–25 | 23–25 | 21–25 |       | 92–96   | Relatório |
| 30 mai | 12:30 | República Dominicana | 0–3    | Itália               | 12–25 | 19–25 | 21–25 |       |       | 52–75   | Relatório |
| 30 mai | 16:00 | França               | 0–3    | Japão                | 14–25 | 18–25 | 15–25 |       |       | 47–75   | Relatório |
| 30 mai | 19:30 | Brasil               | 3–1    | Países Baixos        | 25–17 | 20–25 | 25–20 | 25–18 |       | 95–80   | Relatório |
| 31 mai | 12:30 | França               | 2–3    | Tailândia            | 23–25 | 21–25 | 25–23 | 25–20 | 7–15  | 101–108 | Relatório |
| 31 mai | 16:00 | Países Baixos        | 3–1    | República Dominicana | 25–17 | 23–25 | 25–21 | 25–17 |       | 98–80   | Relatório |
| 31 mai | 19:30 | Japão                | 3–1    | China                | 25–22 | 19–25 | 25–18 | 25–17 |       | 94–82   | Relatório |
| 1 jun  | 12:30 | Brasil               | 3–2    | Itália               | 26–24 | 25–27 | 18–25 | 25–19 | 15–10 | 109–105 | Relatório |
| 1 jun  | 16:00 | República Dominicana | 1–3    | Japão                | 20–25 | 25–23 | 24–26 | 23–25 |       | 92–99   | Relatório |
| 1 jun  | 19:30 | Tailândia            | 0–3    | China                | 23–25 | 17–25 | 18–25 |       |       | 58–75   | Relatório |
| 2 jun  | 12:30 | França               | 0–3    | Países Baixos        | 17–25 | 10–25 | 21–25 |       |       | 48–75   | Relatório |
| 2 jun  | 16:00 | Brasil               | 3–0    | Tailândia            | 25–22 | 25–14 | 25–17 |       |       | 75–53   | Relatório |
| 2 jun  | 19:30 | Itália               | 3–0    | China                | 25–23 | 25–19 | 25–16 |       |       | 75–58   | Relatório |

#### Grupo 4
- Local:  Arlington, Estados Unidos
- As partidas seguem o horário local (UTC−05:00).

| Data   | Hora  |                | Placar |                | Set 1 | Set 2 | Set 3 | Set 4 | Set 5 | Total   | Relatório |
| ------ | ----- | -------------- | ------ | -------------- | ----- | ----- | ----- | ----- | ----- | ------- | --------- |
| 28 mai | 16:00 | Polônia        | 3–1    | Sérvia         | 25–16 | 23–25 | 25–18 | 25–22 |       | 98–81   | Relatório |
| 28 mai | 19:30 | Canadá         | 1–3    | Estados Unidos | 22–25 | 17–25 | 25–23 | 20–25 |       | 84–98   | Relatório |
| 29 mai | 11:00 | Coreia do Sul  | 2–3    | Bulgária       | 23–25 | 25–20 | 26–24 | 21–25 | 13–15 | 108–109 | Relatório |
| 29 mai | 14:30 | Alemanha       | 1–3    | Turquia        | 25–20 | 20–25 | 9–25  | 24–26 |       | 78–96   | Relatório |
| 30 mai | 12:30 | Coreia do Sul  | 0–3    | Polônia        | 20–25 | 20–25 | 10–25 |       |       | 50–75   | Relatório |
| 30 mai | 16:00 | Canadá         | 3–0    | Alemanha       | 25–20 | 25–15 | 25–22 |       |       | 75–57   | Relatório |
| 30 mai | 19:30 | Sérvia         | 1–3    | Turquia        | 18–25 | 31–33 | 25–21 | 21–25 |       | 95–104  | Relatório |
| 31 mai | 13:00 | Alemanha       | 0–3    | Polônia        | 23–25 | 20–25 | 21–25 |       |       | 64–75   | Relatório |
| 31 mai | 16:30 | Sérvia         | 3–1    | Canadá         | 25–22 | 21–25 | 26–24 | 25–20 |       | 97–91   | Relatório |
| 31 mai | 20:00 | Bulgária       | 0–3    | Estados Unidos | 17–25 | 22–25 | 22–25 |       |       | 61–75   | Relatório |
| 1 jun  | 13:00 | Coreia do Sul  | 0–3    | Turquia        | 20–25 | 15–25 | 20–25 |       |       | 55–75   | Relatório |
| 1 jun  | 16:30 | Polônia        | 3–1    | Estados Unidos | 29–27 | 25–22 | 20–25 | 25–23 |       | 99–97   | Relatório |
| 1 jun  | 20:00 | Sérvia         | 3–1    | Bulgária       | 18–25 | 25–21 | 25–17 | 25–16 |       | 93–79   | Relatório |
| 2 jun  | 11:30 | Coreia do Sul  | 0–3    | Canadá         | 15–25 | 12–25 | 18–25 |       |       | 45–75   | Relatório |
| 2 jun  | 15:00 | Estados Unidos | 2–3    | Turquia        | 25–21 | 20–25 | 21–25 | 25–12 | 12–15 | 103–98  | Relatório |
| 2 jun  | 18:30 | Bulgária       | 1–3    | Alemanha       | 19–25 | 25–21 | 21–25 | 11–25 |       | 76–96   | Relatório |

### Terceira semana

#### Grupo 5
- Local:  Hong Kong, China
- As partidas seguem o horário local (UTC+08:00).

| Data   | Hora  |                      | Placar |                      | Set 1 | Set 2 | Set 3 | Set 4 | Set 5 | Total   | Relatório |
| ------ | ----- | -------------------- | ------ | -------------------- | ----- | ----- | ----- | ----- | ----- | ------- | --------- |
| 11 jun | 17:00 | Alemanha             | 1–3    | República Dominicana | 24–26 | 25–21 | 21–25 | 21–25 |       | 91–97   | Relatório |
| 11 jun | 20:30 | Bulgária             | 0–3    | China                | 15–25 | 12–25 | 17–25 |       |       | 44–75   | Relatório |
| 12 jun | 17:00 | Turquia              | 3–0    | Tailândia            | 25–17 | 25–17 | 25–17 |       |       | 75–51   | Relatório |
| 12 jun | 20:30 | Brasil               | 3–1    | Polônia              | 22–25 | 25–17 | 25–17 | 25–16 |       | 97–75   | Relatório |
| 13 jun | 13:30 | Bulgária             | 2–3    | Tailândia            | 23–25 | 25–22 | 18–25 | 25–22 | 10–15 | 101–109 | Relatório |
| 13 jun | 17:00 | Alemanha             | 1–3    | Brasil               | 20–25 | 22–25 | 25–21 | 24–26 |       | 91–97   | Relatório |
| 13 jun | 20:30 | República Dominicana | 1–3    | Turquia              | 25–17 | 15–25 | 17–25 | 18–25 |       | 75–92   | Relatório |
| 14 jun | 13:30 | Bulgária             | 0–3    | Brasil               | 11–25 | 11–25 | 23–25 |       |       | 45–75   | Relatório |
| 14 jun | 17:00 | República Dominicana | 0–3    | Polônia              | 31–33 | 20–25 | 16–25 |       |       | 67–83   | Relatório |
| 14 jun | 20:30 | China                | 3–0    | Alemanha             | 25–19 | 25–17 | 25–18 |       |       | 75–54   | Relatório |
| 15 jun | 13:30 | República Dominicana | 2–3    | Bulgária             | 26–24 | 23–25 | 22–25 | 26–24 | 13–15 | 110–113 | Relatório |
| 15 jun | 17:00 | Polônia              | 3–0    | Tailândia            | 25–15 | 25–23 | 25–17 |       |       | 75–55   | Relatório |
| 15 jun | 20:30 | China                | 3–2    | Turquia              | 21–25 | 17–25 | 25–21 | 25–23 | 15–13 | 103–107 | Relatório |
| 16 jun | 13:30 | Alemanha             | 3–0    | Tailândia            | 25–17 | 25–21 | 25–20 |       |       | 75–58   | Relatório |
| 16 jun | 17:00 | Turquia              | 0–3    | Brasil               | 14–25 | 14–25 | 19–25 |       |       | 47–75   | Relatório |
| 16 jun | 20:30 | China                | 3–0    | Polônia              | 25–23 | 25–15 | 25–19 |       |       | 75–57   | Relatório |

#### Grupo 6
- Local:  Fukuoka, Japão
- As partidas seguem o horário local (UTC+09:00).

| Data   | Hora  |                | Placar |                | Set 1 | Set 2 | Set 3 | Set 4 | Set 5 | Total   | Relatório |
| ------ | ----- | -------------- | ------ | -------------- | ----- | ----- | ----- | ----- | ----- | ------- | --------- |
| 11 jun | 15:30 | Estados Unidos | 3–0    | França         | 25–15 | 26–24 | 25–20 |       |       | 76–59   | Relatório |
| 11 jun | 19:20 | Itália         | 3–0    | Canadá         | 25–16 | 25–15 | 25–14 |       |       | 75–45   | Relatório |
| 12 jun | 15:30 | Países Baixos  | 3–1    | Sérvia         | 25–20 | 25–21 | 18–25 | 25–12 |       | 93–78   | Relatório |
| 12 jun | 19:20 | Coreia do Sul  | 0–3    | Japão          | 16–25 | 16–25 | 23–25 |       |       | 55–75   | Relatório |
| 13 jun | 12:00 | Países Baixos  | 0–3    | Estados Unidos | 21–25 | 20–25 | 22–25 |       |       | 63–75   | Relatório |
| 13 jun | 15:30 | França         | 2–3    | Coreia do Sul  | 23–25 | 25–21 | 25–17 | 22–25 | 13–15 | 108–103 | Relatório |
| 13 jun | 19:20 | Japão          | 2–3    | Canadá         | 25–23 | 25–22 | 20–25 | 21–25 | 14–16 | 105–111 | Relatório |
| 14 jun | 12:00 | Sérvia         | 1–3    | França         | 22–25 | 25–22 | 23–25 | 21–25 |       | 91–97   | Relatório |
| 14 jun | 15:30 | Canadá         | 0–3    | Países Baixos  | 24–26 | 16–25 | 23–25 |       |       | 63–76   | Relatório |
| 14 jun | 19:30 | Itália         | 3–0    | Coreia do Sul  | 25–16 | 25–11 | 25–13 |       |       | 75–40   | Relatório |
| 15 jun | 12:00 | Canadá         | 3–0    | França         | 25–14 | 25–18 | 31–29 |       |       | 81–61   | Relatório |
| 15 jun | 15:30 | Itália         | 3–1    | Estados Unidos | 25–17 | 19–25 | 25–15 | 25–21 |       | 94–78   | Relatório |
| 15 jun | 19:20 | Japão          | 3–0    | Sérvia         | 25–22 | 25–18 | 25–15 |       |       | 75–55   | Relatório |
| 16 jun | 11:30 | Países Baixos  | 3–0    | Coreia do Sul  | 25–21 | 25–11 | 25–17 |       |       | 75–49   | Relatório |
| 16 jun | 15:00 | Sérvia         | 1–3    | Itália         | 20–25 | 25–20 | 23–25 | 22–25 |       | 90–95   | Relatório |
| 16 jun | 18:45 | Japão          | 0–3    | Estados Unidos | 15–25 | 18–25 | 24–26 |       |       | 57–76   | Relatório |

## Fase final
|  | Quartas de final | Quartas de final |             |   | Semifinais     | Semifinais     |  |  | Final | Final |
|  |                  |                  |             |   |                |                |  |  |       |       |
|  | 20 de junho      |                  |             |   |                |                |  |  |       |       |
|  |                  |                  |             |   |                |                |  |  |       |       |
|  | Brasil           | 3                |             |   |                |                |  |  |       |       |
|  | Brasil           | 3                | 22 de junho |   |                |                |  |  |       |       |
|  | Tailândia        | 0                |             |   |                |                |  |  |       |       |
|  | Tailândia        | 0                | Brasil      | 2 |                |                |  |  |       |       |
|  | 20 de junho      |                  | Brasil      | 2 |                |                |  |  |       |       |
|  |                  | Japão            | 3           |   |                |                |  |  |       |       |
|  | China            | Japão            | 3           | 0 |                |                |  |  |       |       |
|  | China            |                  | 23 de junho | 0 |                |                |  |  |       |       |
|  | Japão            | 3                |             |   |                |                |  |  |       |       |
|  | Japão            | 3                | Japão       | 1 |                |                |  |  |       |       |
|  | 21 de junho      |                  | Japão       | 1 |                |                |  |  |       |       |
|  |                  | Itália           | 3           |   |                |                |  |  |       |       |
|  | Itália           | Itália           | 3           | 3 |                |                |  |  |       |       |
|  | Itália           | 22 de junho      |             | 3 |                |                |  |  |       |       |
|  | Estados Unidos   | 0                |             |   |                |                |  |  |       |       |
|  | Estados Unidos   | 0                | Itália      | 3 |                |                |  |  |       |       |
|  | 21 de junho      |                  | Itália      | 3 |                |                |  |  |       |       |
|  |                  | Polônia          | 0           |   | Terceiro lugar | Terceiro lugar |  |  |       |       |
|  | Polônia          | Polônia          | 0           | 3 | Terceiro lugar | Terceiro lugar |  |  |       |       |
|  | Polônia          |                  | 23 de junho | 3 |                |                |  |  |       |       |
|  | Turquia          | 2                |             |   |                |                |  |  |       |       |
|  | Turquia          | 2                | Brasil      | 2 |                |                |  |  |       |       |
|  |                  |                  |             |   |                |                |  |  |       |       |
|  | Polônia          | 3                |             |   |                |                |  |  |       |       |
|  | Polônia          | 3                |             |   |                |                |  |  |       |       |

- Local:  Bancoque, Tailândia
- As partidas seguem o horário local (UTC+07:00).

### Quartas de final
| Data   | Hora  |           | Placar |                | Set 1 | Set 2 | Set 3 | Set 4 | Set 5 | Total   | Relatório |
| ------ | ----- | --------- | ------ | -------------- | ----- | ----- | ----- | ----- | ----- | ------- | --------- |
| 20 jun | 17:00 | China     | 0–3    | Japão          | 21–25 | 21–25 | 22–25 |       |       | 64–75   | Relatório |
| 20 jun | 20:30 | Tailândia | 0–3    | Brasil         | 21–25 | 20–25 | 23–25 |       |       | 64–75   | Relatório |
| 21 jun | 17:00 | Itália    | 3–0    | Estados Unidos | 25–21 | 25–21 | 25–23 |       |       | 75–65   | Relatório |
| 21 jun | 20:30 | Polônia   | 3–2    | Turquia        | 20–25 | 25–22 | 25–20 | 19–25 | 15–11 | 104–103 | Relatório |

### Semifinais
| Data   | Hora  |        | Placar |         | Set 1 | Set 2 | Set 3 | Set 4 | Set 5 | Total   | Relatório |
| ------ | ----- | ------ | ------ | ------- | ----- | ----- | ----- | ----- | ----- | ------- | --------- |
| 22 jun | 17:00 | Itália | 3–0    | Polônia | 25–18 | 25–17 | 25–12 |       |       | 75–47   | Relatório |
| 22 jun | 20:30 | Brasil | 2–3    | Japão   | 24–26 | 25–20 | 21–25 | 25–22 | 12–15 | 107–108 | Relatório |

### Terceiro lugar
| Data   | Hora  |        | Placar |         | Set 1 | Set 2 | Set 3 | Set 4 | Set 5 | Total   | Relatório |
| ------ | ----- | ------ | ------ | ------- | ----- | ----- | ----- | ----- | ----- | ------- | --------- |
| 23 jun | 17:00 | Brasil | 2–3    | Polônia | 21–25 | 28–26 | 21–25 | 25–19 | 9–15  | 104–110 | Relatório |

### Final
| Data   | Hora  |       | Placar |        | Set 1 | Set 2 | Set 3 | Set 4 | Set 5 | Total | Relatório |
| ------ | ----- | ----- | ------ | ------ | ----- | ----- | ----- | ----- | ----- | ----- | --------- |
| 23 jun | 20:30 | Japão | 1–3    | Itália | 17–25 | 17–25 | 25–21 | 20–25 |       | 79–96 | Relatório |

## Classificação final
| Campeão | Vice-campeão | Terceiro lugar |
| ItáliaMarina Lubian · Alice Degradi · Carlotta Cambi · Ilaria Spirito · Monica De Gennaro · Alessia Orro · Caterina Bosetti · Anna Danesi · Sara Bonifacio · Myriam Sylla · Paola Egonu · Sarah Fahr · Ekaterina Antropova · Gaia Giovannini | JapãoKoyomi Iwasaki · Kotona Hayashi · Sarina Koga · Mayu Ishikawa · Nanami Seki · Aya Watanabe · Manami Kojima · Arisa Inoue · Nichika Yamada · Satomi Fukudome · Airi Miyabe · Ai Kurogo · Ayaka Araki · Yukiko Wada | PolôniaKlaudia Alagierska · Agnieszka Korneluk · Kamila Witkowska · Magdalena Stysiak · Martyna Łukasik · Aleksandra Szczygłowska · Joanna Wołosz · Martyna Czyrniańska · Justyna Łysiak · Malwina Smarzek · Katarzyna Wenerska · Olivia Różański · Natalia Mędrzyk · Magdalena Jurczyk |

| 4  | Brasil               |
| 5  | China                |
| 6  | Turquia              |
| 7  | Estados Unidos       |
| 8  | Tailândia            |
| 9  | Países Baixos        |
| 10 | Canadá               |
| 11 | República Dominicana |
| 12 | Sérvia               |
| 13 | Alemanha             |
| 14 | França               |
| 15 | Coreia do Sul        |
| 16 | Bulgária             |

Fonte: Volleyball World

## Prêmios individuais
A seleção do campeonato foi composta pelas seguintes jogadoras:
- MVP (Most Valuable Player):  Paola Egonu